# Metopia sinipalpis
Metopia sinipalpis är en tvåvingeart som beskrevs av Allen 1926. Metopia sinipalpis ingår i släktet Metopia och familjen köttflugor. Inga underarter finns listade i Catalogue of Life.